# Venancio José Murcia
Venancio José Murcia (Cartagena (Murcia) 19 de abril de 1976), atleta español especializado en pruebas de velocidad.

## Biografía
Hijo de un militar ecuatoguineano y de una murciana, está casado con la también atleta Concha Montaner. Es un atleta que posee varias plusmarcas de España de atletismo.
Murcia también poseyó el récord de España de los 100 metros lisos entre 2000 y 2008, con una marca de 10,17s conseguida en Castellón. Fue superado por Ángel David Rodríguez García el 2 de julio de 2008.
Participó en los Juegos Olímpicos de Atlanta 1996 alcanzando la segunda ronda en los 100 metros lisos. Fue eliminado en la primera ronda en los 200 metros lisos y llegó a las semifinales con el equipo español de relevos 4 × 100. En los Juegos Olímpicos de Sídney 2000 llegó a la segunda ronda en las pruebas de los 100 y los 200 metros lisos. En el año 2001, con una marca de 6.61 en las semifinales de los 60 metros lisos del mundial de Lisboa, se quedó a una centésima de pasar a la final.
Tras sufrir diversas lesiones que lo tuvieron apartado del atletismo durante dos años, regresó en 2004, proclamándose campeón de España en pista cubierta y siendo seleccionado para el Mundial de Budapest..
En febrero de 2005 volvió a ser campeón de España en pista cubierta consiguiendo una marca de 6.68 en las semifinales. Tras pasar por otro largo período de lesiones musculares, el atleta cartagenero, que llegó a ser considerado por el escritor y periodista deportivo Carlos Arribas como el mejor velocista español de la historia, reapareció en 2006.

## Palmarés
60 m
Campeón de España Absoluto en Pista Cubierta (2000, 2001, 2004, 2005).
100 m
Campeón de España Absoluto en Aire Libre (1996, 2000).
Juegos Olímpicos.
JJ.OO. Atlanta 1996:
100 metros lisos: 10.46, eliminado en 2ª ronda.
200 metros lisos: Eliminado en primera ronda.
Relevo 4 x 100: 9ª (38.91). Eliminado en semifinales.
JJ.OO. Sidney 2000:
100 metros lisos: 38.º (10.53). Eliminado en segunda ronda.
200 metros lisos: 26º (20.79). Eliminado en segunda ronda.

## Mejores marcas

### Al aire libre
| Prueba               | Resultado | Fecha      | Lugar           | - |
| 200 metros lisos     | 20,59     | 05/09/1997 | Madrid (España) |   |
| 4 × 100 metros lisos | 38,60     | 9/09/1997  | Atenas (Grecia) |   |

### En pista cubierta
| Prueba          | Resultado | Fecha      | Lugar             | -                   |
| 50 metros lisos | 5,67      | 14/03/2001 | Madrid (España)   | Plusmarca de España |
| 60 metros lisos | 6,58      | 24/02/2001 | Valencia (España) |                     |

| Predecesor: Francisco Javier Navarro | Campeón de España de 100 m lisos 1996 | Sucesor: Frutos Feo |

| Predecesor: Pedro Pablo Nolet | Campeón de España de 100 m lisos 2000 | Sucesor: Diego Moisés Santos |

| Predecesor: José Javier Arques | Plusmarca española de 100 m lisos 10 de julio de 1996 - 2 de julio de 2008 | Sucesor: Ángel David Rodríguez García |